# فرودگاه والنسیا
فرودگاه والنسیا (به انگلیسی: Valencia Airport) یک فرودگاه است که یک باند فرود ۳۲۱۵ دارد و طول باند آن ۱۰۵۴۸ متر است. این فرودگاه در کشور والنسیا قرار دارد و در ارتفاع ۲۴۰ متری از سطح دریا واقع شده‌است.

## شرکت‌های هواپیمایی و مقصدهای پروازی

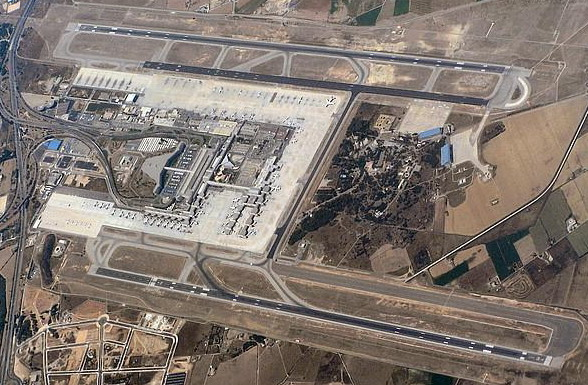
فرودگاه والنسيا از نماي بالا

### مسافری
| شرکت‌های هواپیمایی                                         | مقصدهای پروازی |
| --------------------------------------------------------- | --- |
| آئروفلوت                                                  | شرمتیوو |
| ایر اروپا                                                 | مادرید-باراخاس، پالما د مایورکا، شارل دوگل پاریس فصلی: ایبیزا، مالاگا، منورکا، تنریف جنوبی |
| بلو ایر                                                   | هنری کواندا، یاش (پایان در ۲۵ اکتبر ۲۰۱۷) |
| بریتیش ایرویز                                             | گاتویک |
| ایزی‌جت                                                    | گاتویک، لوتن لندن فصلی: هامبورگ، تولوز-بلانیاک |
| یورو وینگز                                                | اشتوتگارت، دوسلدورف |
| FlyOne                                                    | فصلی: کیشیناو |
| ایبریا ایرلاین اجرا توسط ایر نوستروم                      | بارسلونا-ال پرات، بیلبائو، گرن کناریا، ایبیزا، مادرید-باراخاس، مالاگا، منورکا، پالما د مایورکا، سن پابلو فصلی: آستوریاس، فوئرته‌ونتورا، لانزاروته |
| کاال‌ام                                                    | اسخیپول آمستردام |
| لوفت‌هانزا                                                 | فرانکفورت، مونیخ |
| مونارک ایرلاینز                                           | فصلی: بیرمنگام |
| هواپیمایی پادشاهی مراکش اجرا توسط Royal Air Maroc Express | محمد پنجم |
| رایان‌ایر                                                  | باووایس-تیلی، اوریو آل سریو، برلین شونفلد، بلوونی گوگلیلمو مارکونی، بروکسل، بوداپست فرنک لیست (آغاز از ۳۰ اکتبر ۲۰۱۷)، بروکسل جنوب شرلروآ، کلن بن، کرایووا، دوبلین، فرانکفورت (آغاز از ۰۵ سپتامبر ۲۰۱۷)، ادینبرو (آغاز از ۳۱ اکتبر ۲۰۱۷)، آیندهوون (آغاز از ۳۰ اکتبر ۲۰۱۷)، فرانکفورت-هان، هامبورگ، گلاسگو، گرن کناریا، ایبیزا، جان پل دوم کراکوف-بالیس، لانزاروته، استانستد لندن، مالت، مراکش-منارا، مارسی پروانس، میلانو مالپنسا (آغاز از ۲۹ اکتبر ۲۰۱۷)، ناپل، پالما د مایورکا، گالیله، فرنسیسکو جسا کارنئیرو، چمپینو، رم، سانتاندر، سانتیاگو د کمپوستلا، سن پابلو، تنریف جنوبی، ترویزو، وارساو مادلن، ویزه فصلی: باری، بریستول، کپنهاگ، ایست میدلند، منچستر، منورکا، فریولی ونتزیا جولیا، تورین کاسله |
| اس۷ ایرلاینز                                              | فصلی: دوموده‌دوو |
| اسمارت‌وینگز اجرا توسط تراول سرویس ایرلاینز                | فصلی: پراگ رازیون |
| سان دور اینترنشنال ایرلاینز اجرا توسط ال عال              | فصلی: بن گوریون |
| سوئیس اینترنشنال ایرلاینز                                 | ژنو، زوریخ |
| تاپ پرتغال اجرا توسط TAP Express                          | لیسبون پورتلا |
| تاروم                                                     | هنری کواندا |
| ترانساویا.کام                                             | اسخیپول آمستردام، آیندهوون فصلی: مونیخ (پایان در ۲۶ اکتبر ۲۰۱۷), روتردام دی‌هیگ |
| ترنسویا فرانس                                             | اورلی فصلی: لیون-سینت اگزوپری |
| ترکیش ایرلاینز                                            | آتاترک |
| هواپیمایی بین‌المللی اوکراین                               | فصلی: ایوان-فرانکیوسک |
| ولوتی                                                     | آستوریاس فصلی: نانت آتلانتیک، سانتاندر |
| ویولینگ                                                   | هواری بومدین، اسخیپول آمستردام، لاکرونیا، بیلبائو، بارسلونا-ال پرات، بروکسل، اورلی، لئوناردو دا وینچی-فیومیچینو، سن پابلو فصلی: ایبیزا، میلانو مالپنسا، تنریف جنوبی، اس سینیا وهران |
| ویز ایر                                                   | هنری کواندا، کلوژ-نپوکا، صوفیه، ترایان وویا |
| Windrose Airlines                                         | چارتر فصلی: بوریسپیل |

### باری
| شرکت‌های هواپیمایی    | مقصدهای پروازی           |
| -------------------- | ------------------------ |
| Ukraine Air Alliance | بلگراد نیکولا تسلا       |
| یوپی‌اس ایرلاینز      | بارسلونا-ال پرات، کلن بن |